# حصار القدس (70)
 من أجل عناوين أخرى بهذا الاسم انظر حصار القدس

حصار القدس سنة 70 ميلادية كان حصار القدس عام 70 م الحدث الحاسم والأكبر للحرب اليهودية الرومانية الأولى (66-73 م)، حيث حاصر الجيش الروماني بقيادة الإمبراطور تيتوس مدينة القدس، مركز المقاومة اليهودية المتمردة على الرومان في مقاطعة يهودا إحدى الولايات الرومانية. وبعد حصار دام خمسة أشهر، دمر الرومان المدينة والهيكل اليهودي الثاني. وسيطر الرومان على القدس بعد أن كانت سيطرة اليهود منذ 66 ميلادية.
في سنة 70 للميلاد بشهر أبريل قبل ثلاثة أيام من عيد الفصح اليهودي، بدأ الجيش الروماني محاصرة القدس لاستعادتها. بعد أن وقعت بيد عدة فصائل يهودية متمردة في مدينة القدس وذلك بسبب الاضطرابات العنيفة وانهيار حكومة يهودا المؤقتة التي لم تدم طويلاً. في غضون ثلاثة أسابيع، حطم الجيش الروماني أول جدارين لمدينة القدس، لكن المواجهة العنيفة مع المتمردين منعت الجيش الروماني من اختراق الجدار السميك والثالث. وحسب المؤرخ يوسيفوس فلافيوس، فقد دمرت القدس عن طريق القتل والمجاعة وأكل لحوم البشر.
ما زال اليهود يقيمون طقوس العزاء سنويا في صوم تسعة آب. واحتفل الرومان بالنصر ببناء قوس تيتوس والذي ما زال في روما. بعد الحصار سقطت مسادا في 73 ميلادية.

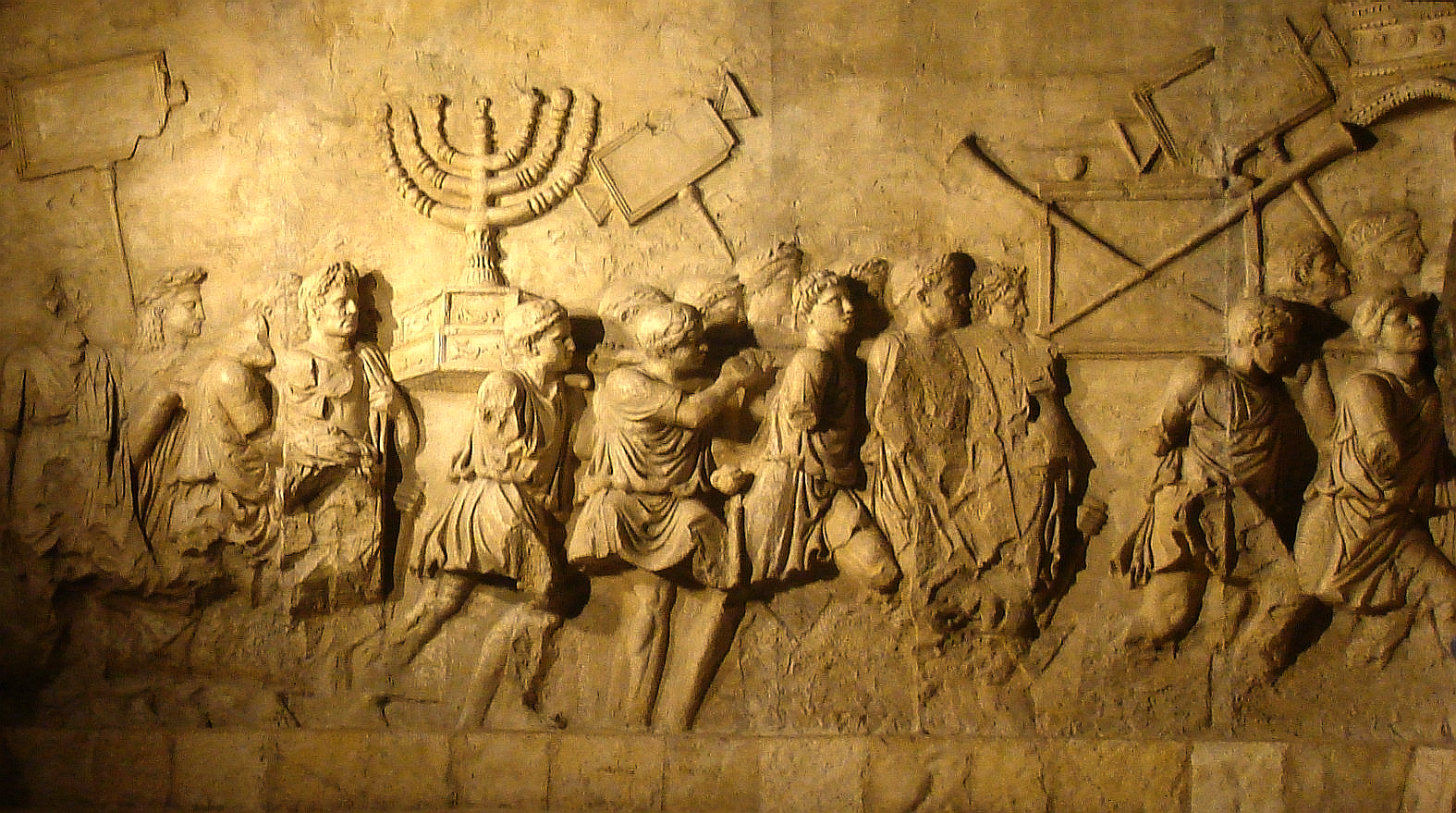
تدمير القدس في قوس تيتوس، روما